# Fabio Van den Bossche
Fabio van den Bossche, né le 21 septembre 2000 à Gand, est un coureur cycliste belge, spécialiste de la piste, professionnel depuis 2020.

## Biographie
Fabio Van den Bossche commence le cyclisme à l'âge de huit ans. Spécialiste de la piste, il a pour ambition de participer aux Jeux olympiques de 2024. Il concilie sa carrière sportive avec des études en enseignement secondaire technique. 
En 2015, il devient champion de Belgique de l'américaine débutants (avec Nicolas Wernimont). En 2017, il entame sa première année en catégorie junior (moins de 19 ans). Au mois de juillet, il se révèle en remportant deux médailles aux championnats d'Europe : une en or sur l'américaine, avec Nicolas Wernimont, et une autre en argent sur la course aux points. Cette même année, il est sacré champion de Belgique juniors dans ces deux disciplines. 
En 2018, il s'empare de deux titres aux championnats d'Europe juniors, dans l'omnium puis sur la course à l'américaine, une nouvelle fois avec son compatriote Nicolas Wernimont. Au mois de décembre, il devient champion de Belgique de la course aux points et de la course derrière derny chez les élites, alors qu'il n'est pas encore âgé de 19 ans. Sur route, il remporte une course par étapes : le Sint-Martinusprijs Kontich.
En 2019, il remporte avec Robbe Ghys, Gerben Thijssen et Sasha Weemaes la médaille d'argent aux championnats d'Europe espoirs de poursuite par équipes. Aux Jeux européens de Minsk, il se classe quatrième de l'américaine avec Moreno De Pauw. Le 1er août, il est embauché en tant que stagiaire par Sport Vlaanderen-Baloise.
En avril 2021, il participe au Tour des Flandres, où il est membre de l'échappée du jour.

## Palmarès sur piste

### Jeux olympiques
- Paris 2024
  -  Médaillé de bronze de l'omnium
  - 8e de la poursuite par équipes

### Championnats du monde
- Pruszków 2019
  - 9e de la poursuite par équipe[6]
- Saint-Quentin-en-Yvelines 2022
  -  Médaillé de bronze de la course aux points
  -  Médaillé de bronze de l'américaine
- Glasgow 2023
  -  Médaillé de bronze de la course aux points
- Ballerup 2024
  -  Médaillé d'argent de l'américaine

### Coupe du monde
- 2018-2019
  - 2e de la poursuite par équipes à Londres

### Coupe des nations
- 2022
  - 3e de l'omnium à Glasgow

### Championnats d'Europe
| Édition / Épreuve                 | Poursuite par équipes | Américaine                  | Course aux points | Omnium |
| Anadia 2017 (juniors)             |                       | Or (avec Nicolas Wernimont) | Argent            |        |
| Aigle 2018 (juniors)              |                       | Or (avec Nicolas Wernimont) |                   | Or     |
| Gand 2019 (espoirs)               | Argent                |                             |                   |        |
| Fiorenzuola d'Arda 2020 (espoirs) |                       |                             |                   | Bronze |
| Apeldoorn 2021 (espoirs)          |                       |                             |                   | Argent |
| Granges 2021                      |                       |                             |                   | Argent |
| Munich 2022                       |                       | Bronze (avec Robbe Ghys)    |                   | 6e     |
| Granges 2023                      |                       | 5e                          |                   |        |
| Apeldoorn 2024                    |                       |                             |                   | Bronze |

### Jeux européens
| Édition / Épreuve | Américaine |
| Minsk 2019        | 4e         |

### Six jours
- Gand : 2024 (avec Benjamin Thomas)

### Championnats de Belgique
- 2015
  -  Champion de Belgique de l'américaine débutants (avec Nicolas Wernimont)
  - 2e du championnat de Belgique de la course aux points débutants
  - 3e du championnat de Belgique de l'omnium débutants
- 2016
  - 2e du championnat de Belgique de la course à l'élimination débutants
  - 2e du championnat de Belgique de l'omnium débutants
  - 3e du championnat de Belgique de poursuite débutants
- 2017
  -  Champion de Belgique de l'américaine juniors (avec Nicolas Wernimont)
  -  Champion de Belgique de la course aux points juniors
  - 3e du championnat de Belgique du kilomètre juniors
- 2018
  -  Champion de Belgique derrière derny
  -  Champion de Belgique de la course aux points
  - 2e du scratch
  - 2e de l'américaine
  - 2e de l'omnium
- 2019
  - 3e de l'américaine
  - 3e du scratch
- 2022
  -  Champion de Belgique d'omnium
  - 3e de l'américaine
- 2023
  - 2e de l'omnium
  - 3e de la course aux points
  - 3e de l'américaine
  - 3e de la poursuite

## Palmarès sur route

### Par année
- 2017
  - Vlaams-Brabant Classic
  - Keizer der Juniores
- 2018
  - Sint-Martinusprijs Kontich
  - 2e du championnat de Flandre-Orientale du contre-la-montre juniors
- 2019
  - 3e du Grote Prijs Dr. Eugeen Roggeman

### Résultats sur les grands tours

#### Tour d'Italie
2 participations
- 2024 : 107e
- 2025 : 100e

### Classements mondiaux
| Année                                 | 2019  | 2020  | 2021 | 2022  | 2023  | 2024  |
| ------------------------------------- | ----- | ----- | ---- | ----- | ----- | ----- |
| Classement mondial                    | 2721e | 1338e | 768e | 1970e | 1385e | 1225e |
| UCI Europe Tour                       | 1697e | 1018e | 603e | 1262e | nc    | nc    |
|                                       |       |       |      |       |       |       |
| Légende : nc = non classéSource : UCI |       |       |      |       |       |       |